# Gemma Cooper
Gemma Cooper (Nottingham, 17 januari 1987) is een Brits shorttrackster en langebaanschaatsster. Ze komt uit voor het Nederlandse schaatsteam Team FrySk.
Cooper maakte in 2016 de overstap naar het langebaanschaatsen en wist zich in seizoen 2017/2018 te plaatsen voor de World Cup-wedstrijden 3000 meter en massastart. Op die laatste afstand debuteerde zij in 2020 op de WK afstanden.

## Persoonlijke records[2]
| Afstand    | Tijd    | Datum            | Baan           |
| ---------- | ------- | ---------------- | -------------- |
| 500 meter  | 42,44   | 20 november 2021 | Salt Lake City |
| 1000 meter | 1.22,64 | 12 februari 2022 | Inzell         |
| 1500 meter | 2.04,13 | 20 november 2021 | Salt Lake City |
| 3000 meter | 4.17,30 | 3 december 2021  | Salt Lake City |
| 5000 meter | 7.42,40 | 10 februari 2019 | Heerenveen     |

## Resultaten
| Jaar | WK Afstanden      |
| ---- | ----------------- |
| 2020 | 22e massastart    |
| 2021 | 8e massastart     |
|      |                   |
| 2021 | HF 10e massastart |

HF=halve finale